# Dangni-dong
Dangni-dong (koreanska: 당리동)  är en stadsdel i staden Busan i den sydöstra delen av Sydkorea, 300 km sydost om huvudstaden Seoul. Den ligger i stadsdistriktet Saha-gu i den västra delen av staden.